# Dragons de San Francisco
Les Dragons de San Francisco (San Francisco Dragons en anglais) est une ancienne équipe professionnelle de crosse, basée à San Francisco en Californie. L'équipe a évolué dans la Major League Lacrosse lors des saisons 2006 à 2008.

## Histoire
La saison inaugurale a débuté le 28 mai 2006, contre les Outlaws de Denver. Ils ont perdu le match 15-11, mais ont battu les Outlaws deux fois plus tard dans la saison. Les Dragons ont fait une bonne première saison avec un joueur nommé Major League Lacrosse MVP Award et Major League Lacrosse Offensive Player of the Year Award, c'est Ryan Powell. Ils ont fini la saison avec 7 victoires et 5 défaites et ont participé au playoffs. Les Dragons ont perdu dans les demi-finales contre les Outlaws de Denver, 23-14. 
Le 4 avril 2007 les Dragons ont été acquis par un groupe local d'investissement, Bay Area. 
La saison 2007 a commencé le 19 mai, par une défaite à Denver, 14-21. Le premier match à domicile en 2007 a été joué le 2 juin avec une défaite contre les Long Island Lizards, 12-14.

## Entraîneurs
- Brian Silcott, 2006 -2007
- Tom Slate, 2007-2008